# Cabinet des titres
Le département des Titres et généalogies de la Bibliothèque royale a été créé en 1720. Supprimé en 1740, il a été rétabli en 1763, et de nouveau supprimé en 1792.
Ses collections ont été réunies au Département des Manuscrits de la Bibliothèque nationale de France, formant le Cabinet des titres.

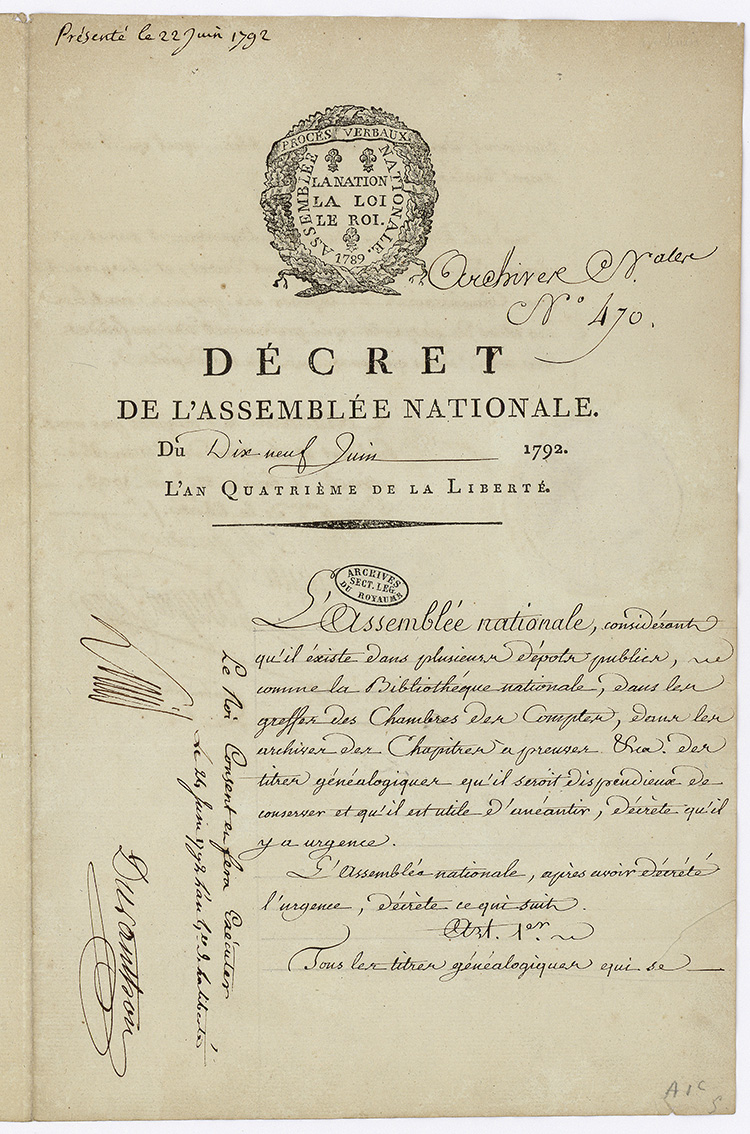
Décret de l'Assemblée nationale chargeant les directoires des départements de brûler les titres généalogiques conservés dans les dépôts publics, après tri des titres de propriété. Archives nationales, A/113

## Histoire

### Les Titres et généalogies
Deux grandes acquisitions, en 1711 du cabinet de François Roger de Gaignières, en 1711, et surtout en 1717, de celui de Charles d’Hozier, juges d’armes et généalogistes du Roi, incitent à regrouper les documents généalogiques en un seul dépôt.
Ainsi naît le premier département thématique de la Bibliothèque, alors que tous les autres sont fondés sur la nature physique du document (manuscrit, imprimé, estampe, médaille).
C’est également l’occasion de tenter de dresser un catalogue général de la noblesse du royaume, rêve poursuivi depuis le règne de François Ier.
Ce nouveau département est intitulé « Titres et généalogies », exprimant ainsi la nature des documents conservés : d’une part, des actes officiels, des preuves (les titres), d’autre part, des chroniques, des histoires, des mémoires (les généalogies).
Le premier garde en est Abraham Charles Guiblet. Il est révoqué en 1740 et le département supprimé, à l’instigation des gardes des manuscrits et des imprimés.
Son écrivain, son aide, René François Pierres, plus connu sous le surnom de Delacour, devient alors trésorier de la Bibliothèque.
Pour le remercier de la cession de son propre cabinet en 1763, le département est réinstauré. Delacour, aidé de sa femme Claude Tulout – probablement la première femme à travailler à la Bibliothèque — et de son premier commis, Claude Aubron, procède à de grands classements. Les titres sont séparés des mémoires, préfigurant les six séries généalogiques créées au XIXe siècle.
L’abolition de la noblesse en 1792 provoque la fermeture définitive de ce dépôt, qui occupait alors six pièces de la Bibliothèque.
Lors de la Révolution française, les cartons du département sont entassés dans une pièce dont la porte est obstruée par un amoncellement de chaises, le protégeant ainsi d’un risque de destruction.

### Les Cabinet des titres
En 1811, l’ancien département devient une section des Manuscrits et prend le nom de Cabinet des titres. Il s’agit de rassurer la noblesse d’Ancien Régime, et de disposer d’un moyen de contrôler les prétentions affichées et nées du chaos archivistique engendré par la Révolution française.
Ce nouveau dépôt est confié à la garde d’un employé, seul responsable, et rattaché au directeur des manuscrits français et modernes.
Le premier employé est Bénigne Chérin de Barbimont, neveu de Bernard Chérin, généalogiste des Ordres du Roi.
L’histoire du Cabinet des titres s’achève en 1884, avec la rédaction de l’inventaire des six séries généalogiques par Ulysse Robert.

## Collections
- Le Cabinet des titres est composé de six séries classées par ordre alphabétique des noms de familles, formant 5292 volumes, et d'une septième série composée de divers recueils (1488 volumes).

Les six premières séries se répartissent ainsi :
- - Pièces originales : 3061 volumes ;
  - Dossiers bleus : 684 volumes ;
  - Carrés de d'Hozier : 652 volumes ;
  - Cabinet de d'Hozier : 344 volumes ;
  - Nouveau d'Hozier : 337 volumes ;
  - Collection Chérin :  214 volumes de preuves.

Dans la septième série, on trouve les recueils de preuves de noblesse pour la maison royale d'éducation de Saint-Louis, à Saint-Cyr-l'École, celles pour les pages des Petite et Grande Écuries du Roi, l'Armorial général de France.

## Liste des gardes du département
- 1720-1740 : Abraham Charles Guiblet
- 1763-1779 : René François Pierres, dit Delacour
- 1779-1784 : Jean Baptiste Guillaume, dit l'abbé de Gevigney
- 1784-1792 : l'abbé Jean-Marie-Louis Coupé

## Pour approfondir